# Bonite
Ne doit pas être confondu avec Bonita.
Taxons concernés
- Famille concernée :
  - Scombridae, dont des bonites
- Espèces :
  - Sarda sarda ou Bonite à dos rayé
  - Katsuwonus pelamis de l'océan Pacifique
  - Sarda chiliensis du Pacifique oriental
  - Sarda australis d'Australiemodifier

Bonite est le nom vernaculaire donné à plusieurs espèces de poissons de la famille des Scombridés (Scombridae).
Cette famille comprend principalement, outre les bonites, les maquereaux, les thazards, et les différentes espèces de thons au sens strict. Par extension la bonite à ventre rayé du Pacifique, Katsuwonus pelamis, est communément présentée sous la dénomination générique plus ou moins admissible de Thon listao.
L'espèce représente pour l'industrie un palliatif de la raréfaction des espèces du genre Thunnus. La saveur et l'aspect de la chair peuvent être considérés comme assez proches de celles de certaines espèces de thons, selon la présentation commerciale (miettes, darnes reconstituées, recettes élaborées, etc.).
Le terme dérive de l'italien bonito qui lui-même dériverait du latin bonus qui signifie « bon ». Il est parvenu au français via le Sud-Est de la France, du Languedoc-Roussillon où on l'appelle Bounitou, de la Provence où on l'appelle Bounicou, Boussicou ou Palamida.

## Liste des espèces appelées «bonite»
- Bonite - Sarda australis, d'Australie
- Bonite - Sarda chiliensis, du Pacifique oriental.
- Bonite à dos rayé - Sarda sarda, de l'Atlantique à la Méditerranée et la mer Noire.
- Bonite à ventre rayé - Katsuwonus pelamis, de l'océan Pacifique.

## Caractères communs
Description : la silhouette des bonites est plus profilée que celle de tous les autres thonidés, la forme de la tête plus allongée avec une bouche plus large, plus fendue ou ouverte. Elles dépassent rarement les 70–80 centimètres pour un poids de 3 à 4 kg, mais peuvent atteindre les 10 kg. La bonite de Méditerranée se distingue de celles du Pacifique et de l'Atlantique par la forme des nageoires et le dessin des rayures.
Habitat : relativement peu communes en Atlantique, on les trouve en Méditerranée mais surtout dans le Pacifique.
En Méditerranée et en mer Noire les bonites se rencontrent partout, d'où elles émigrent vers le sud au cours des derniers mois de l'année pour y revenir d'avril à juin. C'est le long des tombants profonds et des falaises que l'on a le plus de chance de les trouver. Il faut que l'eau soit claire et chaude et qu'il y ait un peu de courant. On les trouve dans l'Atlantique, de la mer du Nord à l'Afrique du Sud, du sud du Canada à l'Argentine. Aux Açores on peut les trouver par bancs gigantesques au milieu des thons et des sérioles. Dans tout le Pacifique elles constituent l'espèce la plus importante avec 45 % des prises mondiales (Japon, États-Unis, Pérou).
Mode de vie : poissons très migrateurs, ils nagent près de la surface.
Alimentation : sardines, mulets, poissons volants chassés en surface.
Reproduction : ponte en juin, 400 000 à 500 000 œufs pélagiques.

## Consommation
C'est un poisson apprécié mais qui peut bioaccumuler le mercure et le méthyl mercure, et en cas de mauvaises manipulations et/ou de rupture de la chaine du froid le thon (comme les autres poissons scombroïdes, c'est-à-dire de la même famille) compte parmi les sources les plus courantes d'intoxication à l'histamine dite dans ce cas scombrotoxisme. Ce risque est en France surveillé dans le cadre du « Plan de surveillance de l'histamine dans les produits de la pêche » (ainsi en 2006, sur 375 prélèvements, 10 non-conformités ont été mises en évidence par la DGAL).
L'espèce Katsuwonus pelamis (thon listao) est utilisée dans différentes cuisines d'Asie, dont notamment :
- En cuisine indonésienne (appelé cakalang), notamment dans le cakalang fufu (en).
- En cuisine japonaise (appelé katsuo), en tataki, sushi ou sashimi. mais également dans certains condiments et sauces, telles que dashi, katsuobushi (ou kezu ri bushi, 削り節／けずりぶし), Shutō ou tsuyu.